# Bembidion nigrum
Bembidion nigrum es una especie de escarabajo del género Bembidion, familia Carabidae. Fue descrita científicamente por Say en 1823.
Habita en Canadá y los Estados Unidos.